# Сем Вајтлок
Сем Вајтлок (енгл. Sam Whitelock; 12. октобар 1988) професионални је новозеландски рагбиста, који је са "Ол блексима" освојио титулу шампиона света.

## Биографија
Висок 203 цм, тежак 114 кг, игра на позицији скакача у другој линији мелеа (енгл. Lock). За крсташе је одиграо 88 утакмица и постигао 4 есеја, а за репрезентацију Новог Зеланда је одиграо 69 тест мечева и постигао 4 есеја. Са Новим Зеландом је освајао титулу шампиона света и шампионат јужне хемисфере.